# Margarita (álbum de Margarita Henríquez)
Margarita es un álbum de la cantante panameña Margarita Henríquez y su disco debut como solista. Esta disco es considerado el primero, pero en realidad es el tercero. Esto se debe a que los dos discos anteriores a éste fueron vendidos solo en Panamá, fue junto a su padre, su género erá folclore panameño. Este álbum es considerado el primero ya que es el primer disco después de ser declarada la ganadora de la tercera temporada del reality Latin American Idol.

## Información de canciones
Este álbum incluye 6 canciones, las cuales todas fueron interpretadas en el paso de Margarita por Latin American Idol.

### Versiones
Debido a qué el disco fue hecho por las interpretaciones de Margarita en Latin American Idol, el disco se encuentra conformado por 4 covers de Franco De Vita, Amaral, Ana Gabriel y José Feliciano (Un cover de cada uno). Los 4 covers que contiene no son exactamente iguales a las participaciones de Margarita en Latin American Idol, ya que los 4 covers tienen la canción completa (en los conciertos de Latin American Idol no se cantaba la canción completa) y están cantados con el estilo musical único de Margarita. El cover más exitoso de este álbum es "Un buen perdedor", un cover hecho del remake de Noel Schajris de la canción de Franco de Vita, es el tema más recordado durante su paso en Latin American Idol y con el cual se presentó en Bailando por un sueño: El reto y en Realmente Bella 2009 entre otras.

### Temas inéditos
También contiene dos temas inéditos que fueron escritos para que las dos finalistas de Latin American Idol interpretaran en el concierto final, estos temas son "Abre tu corazón" y "Vuela".

### Sencillos
Los dos temas inéditos fueron escogidos para ser los primeros dos sencillos de la cantante. El sencillo debut "Vuela" fue un éxito en especial en el país natal de la cantante, obtuvo el primer lugar en emisoras como los 40 principales y Stereo 89.Y en Radio Mix se mantuvo en las primeras posiciones entre los meses de enero y febrero del 2009.
El segundo sencillo "Abre tu corazón" no tuvo el mismo éxito que el primer sencillo vuela pero se mantuvo en el conteo de varias emisoras pero sin lograr el primer lugar. 

## Grabación y ventas
El disco fue grabado en Buenos Aires, Argentina. El disco fue vendido para Centroamérica, Perú y Venezuela. El disco ganó un Disco de Oro en Centroamérica por sus ventas siendo el primero para la artista y sus altas ventas se dieron al primer mes.

## Canciones
1. Abre tu corazón
2. Simplemente amigos
3. El Universo sobre mí
4. Que será
5. Un buen perdedor
6. Vuela

## Premios
- 2009 - Disco de Oro en Centroamérica  (enlace roto disponible en Internet Archive; véase el historial, la primera versión y la última)..